# Plesio
Plesio är en ort och kommun i provinsen Como i regionen Lombardiet i Italien. Kommunen hade 832 invånare (2018).